# Цимбал Людмила Трохимівна
Цимбал Людмила Трохимівна (нар. 21 жовтня 1937, Харків — пом. 3 січня 2012) — вчена-фізик, доктор фізико-математичних наук, професор, член-кореспондент АН УРСР, Заслужена діячка науки і техніки України, лауреат Державної премії України в галузі науки і техніки.

## Біографія
Цимбал Людмила Трохимівна народилась 12 жовтня 1937 року у Харкові в сім'ї професора-анатома. Батьки Людмили Трохимівни походили з полтавських козацьких родів. Вона закінчила історичну 6-ту середню жіночу школу міста Харкова з золотою медаллю. У 1958 році закінчила радіофізичний факультет Харківського державного університету. З 1961 по 1964 рік Людмила Трохимівна навчалася в аспірантурі при Фізико-технічному інституті низьких температур (ФТІНТ) під керівництвом академіка О. О. Галкіна. У 1964 році в складі першої групи харківських фізиків переїхала до Донецька.
У 1971 році в Харківському університеті захистила кандидатську дисертацію, а у 1982 році — докторську в ДонФТІ.
З 1988 року — член-кореспондент АН УРСР.

## Трудова діяльність
Цимбал Людмила Трохимівна працювала на оборонному підприємстві а/я № 67 (нині «Хартрон»), де зробила вагомий внесок у розв'язання проблеми стійкості систем керування поточної серії міжконтинентальних балістичних ракет. У 1964 році почала працювати у щойно створеному Донецькому фізико-технічному інституті АН УРСР в місті Донецьк. З 1965 року працювала у Донецькому фізико-технічному Інституті НАН України. обіймала посади керівниці лабораторією, керівниці відділу ультразвукових досліджень твердого тіла, радника при дирекції інституту.

## Наукові дослідження
Л. Т. Цимбал була спеціалістом в області елементарних збуджень у твердих тілах, електронної фізики металів та фізики фазових перетворень. З її ім'ям пов'язані фундаментальні результати в області електродинаміки металів, аномального проникнення. Наукові праці стосуються дослідження електронних властивостей металів. Роботами Л. Т. Цимбал започатковано новий напрям фізичних досліджень — широкочастотну ультразвукову спектроскопію власних електромагнітних збуджень у твердотільній плазмі металу. Це дало змогу відкрити нове явище — доплерон-фононного резонансу. Останній виявився ефективним методом зондування електронно-діркової плазми металу. Було побудовано узагальнюючу панораму природи та спектрів власних низькочастотних електромагнітних збуджень у металі та характеру їх взаємодії з акустичними модами. Експериментально розв'язана принципова проблема роз'єднання і тим самим однозначного доведення існування двох принципово різних типів низькочастотних збуджень в електронній плазмі — колективних і квазіодночастинкових. Вивчено особливості взаємодії пружних хвиль з обома типами збуджень, що зумовило перегляд усталених поглядів на інтерпретацію результатів напрацьованих раніше магнітоакустичних експериментів. У практику досліджень введено ультразвукову спектроскопію поверхні (широкочастотні хвилі Релея), виявлено існування приповерхневого доплерон-фононного резонансу і, таким чином, експериментально доведено існування власних поверхневих електромагнітних збуджень в металах. Широке визнання отримали роботи Цимбал, присвячені комплексному вивченню магнітоакустики та динаміки фазових перетворень у магнітодіелектриках, зокрема — ортоферитах. На основі магніторезонансних та ультразвукових досліджень встановлено та переконливо обґрунтовано максимально повні та універсальні на сьогодні уявлення про динаміку складних багатопідграткових антиферомагнетиків. Детально
вивчена поведінка спонтанної намагніченості в області реорієнтації. Запропонована для її опису модифікована модель середнього поля без жодних невідомих параметрів припасування впевнено описує експериментальні результати, є загальною для фазових перетворень в ортоферитах і свідчить про їх
суто магнітну природу.

## Наукові праці
У Цимбал Л. Т. близько двохсот наукових праць. Вони визначаються ідейною новизною, широтою і всебічністю охоплення проблеми, методичною комплексністю та високою фізико-математичною культурою. Вони відомі у світі та принесли автору визнання наукової громадськості.

## Нагороди та відзнаки
- 1980 р. — Державна премія УРСР в галузі науки і техніки
- 1997 р. — Цимбал Л. Т. стала лауреаткою Премії НАН УРСР імені К. Д. Синельникова за Цикл робіт з фізики фазових переходів
- 1998 р. — Заслужена діячка науки і техніки України